# Ernst Bähr
Ernst Bähr (* 26. Oktober 1886 in Neudorf; † 13. August 1945 in Berlin-Wittenau) war ein deutscher Politiker und SA-Führer.

## Leben
Bähr war Sohn eines herzoglich-anhaltinischen Oberförsters. In seiner Jugend besuchte er Gymnasien in Ballenstedt, Zerbst und Köthen. Nach der Abiturprüfung studierte er an der Technischen Hochschule München, wo er zum Diplomingenieur für Maschinenbau ausgebildet wurde. Unterbrochen wurde das Studium von 1907 bis 1908 durch den Dienst beim 3. Pionier-Bataillon der Bayerischen Armee in München. Anschließend arbeitete er bis zum Beginn des Ersten Weltkriegs im Sommer 1914 im Forschungsinstitut der Luftschiffsbaugesellschaft Zeppelin in Friedrichshafen.
Zu Beginn des Ersten Weltkriegs kam Bähr mit dem 2. Infanterie-Regiment „Kronprinz“ als Offiziersstellvertreter an die Front. Nach einer schweren Verwundung kehrte er zeitweise zur Luftschiffsbaugesellschaft zurück, um nach seiner Gesundung an die Front zurückzukehren. Im Frühjahr 1916 wurde Bähr zu einer Landwehr-Pionier-Kompagnie der Ersatz-Division kommandiert. Bald danach wurde er zum Adjutant des Pionierkommandos der Division ernannt. Von 1917 bis zum Kriegsende war Bähr Führer der Pionier-Kompagnie 21 und zugleich stellvertretender Pionierkommandeur.
Nach dem Krieg besuchte Bähr erneut die Hochschule in München, bevor er eine Anstellung als Laboringenieur in einem Metallwerk in Berlin Oberspree fand. Später wurde er Leiter der Verkaufsabteilung eines Berliner Metallwerks.
Zum 1. Mai 1931 trat Bähr in Köpenick in die NSDAP ein (Mitgliedsnummer 530.848). Im Dezember desselben Jahres wurde er außerdem Mitglied der Sturmabteilung (SA), des Kampfverbandes der Partei, in der er zunächst dem Sturm 37/5 (Köpenick) zugeteilt wurde. In der Folgezeit machte Bähr eine steile Karriere in der Berliner SA: In dieser wurde er schließlich in den Stab der von Wilhelm Sander geführten SA-Standarte 5 („Horst-Wessel-Standarte“) aufgenommen. In dieser tat er sich unter anderem als Organisator des Massenaufmarsches der Berliner SA vor dem Parteihauptquartier der Kommunistischen Partei am Berliner Bülowplatz anlässlich des dritten Todestages des SA-„Märtyrers“ Horst Wessel am 22. Januar 1933 hervor, einem der letzten großen Propagandacoups der NSDAP vor dem Machtantritt der Partei zum Ende desselben Monats.
Im Sommer 1933 erhielt Bähr das Kommando über die knapp zehntausend Mann umfassende SA-Standarte 20 in Berlin, die er bis 1935 im Rang eines Standartenführers führte. Danach gehörte er dem Stab der SA-Gruppe Berlin-Brandenburg im Rang eines Brigadeführers an. Zum August 1942 hat er die NSDAP verlassen. Anschließend ist Bähr noch bis 1943 als Diplomingenieur in Köpenick nachweisbar.

## Archivalien
- Bundesarchiv Berlin: BDC, Bestand SA 4000 „Bähr, Ernst (26. Oktober 1886)“
- Bundesarchiv Berlin: BDC, Bestand Parteikorrespondenz, Film A 145
- Bundesarchiv Berlin: Parteistatistische Erhebung, R 9361 I 94